# São Tomé e Príncipe ai XVI Giochi paralimpici estivi
São Tomé e Príncipe ha partecipato ai XVI Giochi paralimpici estivi che si sono svolti a Tokyo in Giappone, dal 24 agosto al 5 settembre 2020, con una delegazione di un atleta uomo, che ha gareggiato in una disciplina.

## Atletica leggera
Fonte:
| Atleta     | Evento                       | Batteria  | Batteria  |
| Atleta     | Evento                       | Risultato | Posizione |
| ---------- | ---------------------------- | --------- | --------- |
| Alex Anjos | 400 metri piani T47 maschili | 54.24     | 7°        |